# Tráfico Férreo Federal del Este Brasileño
La Tráfico Férreo Federal del Este Brasileño (VFFLB) fue creada en 1935 durante el gobierno del presidente Getúlio Vargas, por la expropiación de la Compagnie des Chemins de Fer Fédéraux de l'Est Brésilien (CCFFEB), empresa de capital franco-belga que explotaba las principales líneas de ferrocarril del Estado de Bahía.
La VFFLB fue inicialmente formada por cinco vías de ferrocarril y que finalmente fueron unidas. Estos eran el Ferrocarril de Bahía a São Francisco, el Ferrocarril Centro-Oeste de Bahía, el Ferrocarril Petrolina a Teresina, el Ferrocarril Central de Bahía (EFCBH) y el Ferrocarril Santo Amaro, quedando fuera el Ferrocarril de Islotes, el Ferrocarril Bahía y Minas (EFBM) y el Ferrocarril de Nazaré (TRN).

## Principios
El primer tramo de ferrocarril que partía de la ciudad de Salvador fue construido en 1860, llegando hasta Alagoinhas tres años después.
En 1881, fue abierta una nueva línea de Alagoinhas a Timbó, en el norte del estado de Bahía.
A continuación, el ferrocarril atravesó el límite con el estado de Sergipe, pasando por las ciudades de Aracaju (1913) y Propriá, sumando un total de 552 kilómetros.[cita requerida]

## Locomotoras
En 1938 la VFFLB fue la pionera en la utilización de locomotoras diésel-eléctricas, aunque no implantó un amplio programa de dieselización. Sus primeras locomotoras fueron compradas a la empresa English Electric Co., la misma empresa que aportó equipamientos de tracción a la RFN y la EFSJ. Fueron compradas 3 locomotoras con potencia de 450 CV, numeradas de 600 a 602.
Fueron adquiridas a Davenport Locomotive Works, de los Estados Unidos, en 1944/45, ocho locomotoras, que fueron numeradas de 603 a 610. Todas estas locomotoras fueron desguazadas a partir de los años 60, no quedando ningún ejemplar disponible.

## Líneas y ramales
La VFFLB posee las siguientes líneas y ramales:
- Línea-tronco (Salvador-Alagoinhas)
- Línea del Sur (Mapele-Monte Azul)
- Línea Norte (Alagoinhas-Propriá)
- Línea Centro-sur (Senhor do Bonfim-Iaçu)
- Ramal de Itaité (Queimadinhas-Itaetê)
- Ramal de Feira de Santana (Conceição da Feira-Feira de Santana)
- Ramal de Catuiçara (Buranhém-Catuiçara)
- Ramal de Capilla (Murta-Capela)
- Ramal de Campo Formoso (Itinga-Campo Formoso)

## Antecesoras
La VFFLB fue formada por las líneas de ferrocarril de la expropiada CCFFEB:
- Ferrocarril Bahía a São Francisco
- Ferrocarril Central de Bahía
- Ferrocarril Centro-Oeste de Bahía
- Ferrocarril Santo Amaro
- Ferrocarril Petrolina a Teresina

## Sucesoras
La malla ferroviaria bajo control de VFFLB, después extinta, fue transferida a:
- Red Ferroviaria Federal (RFFSA) - 1957-1996
- Ferrocarril Centro-Atlântica (FCA) - concesión desde 1996